# Fairchild PT-19

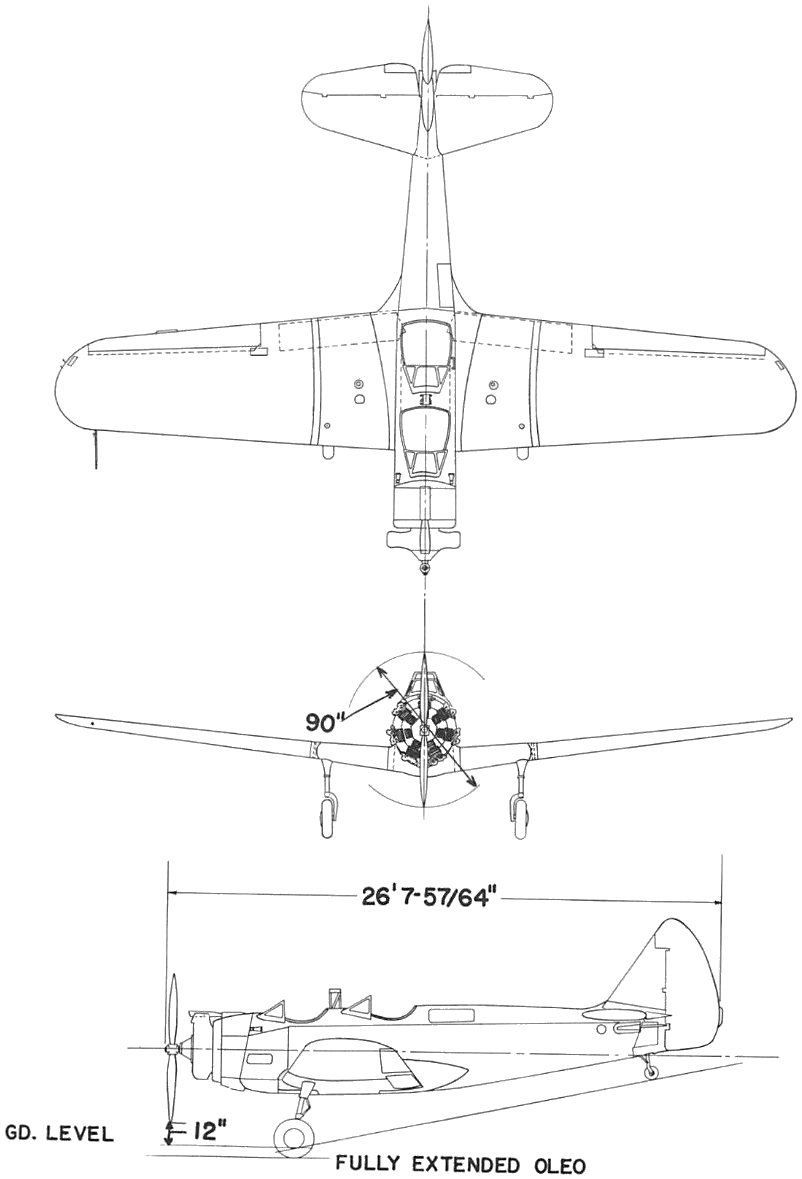
Fairchild PT-23 Cornell

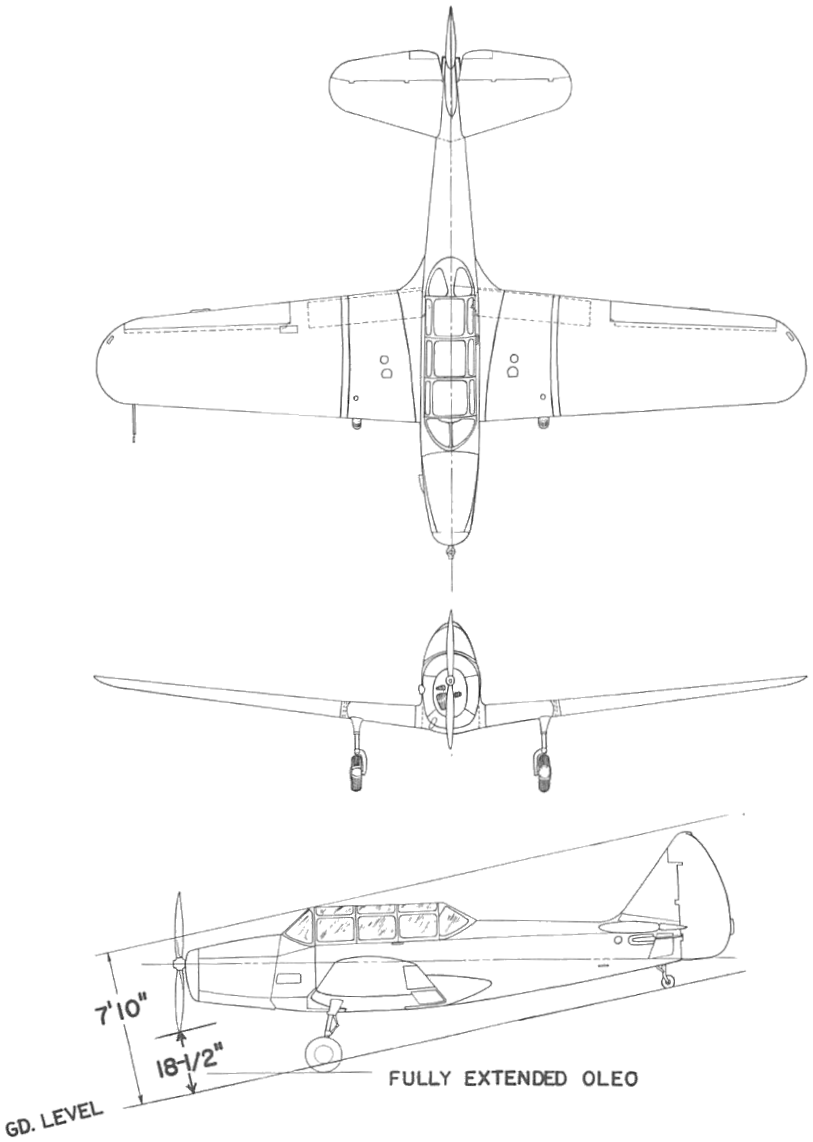
Fairchild PT-26 Cornell

Il Fairchild PT-19, designazione aziendale Model M-62, fu un aereo da addestramento biposto, monomotore e monoplano ad ala bassa, sviluppato dall'azienda aeronautica statunitense Fairchild Aircraft nei tardi anni trenta del XX secolo.
Contemporaneo del biplano Boeing-Stearman Model 75, nel ruolo di addestratore primario contribuì in patria alla formazione della maggior parte dei piloti della United States Army Air Forces (USAAF), componente aerea dello United States Army (l'esercito degli Stati Uniti d'America), venendo anche adottato dalla britannica Royal Air Force (RAF) e dalla canadese Royal Canadian Air Force (RCAF) durante la Seconda guerra mondiale e da numerose forze aeree mondiali alla fine del conflitto.
Come con altri addestratori USAAF del periodo, il PT-19 aveva più designazioni basate sul propulsore installato. Alla fine del loro periodo operativo, gli esemplari dismessi furono venduti sul mercato dell'aviazione generale, molti dei quali ancora oggi rimangono in condizioni di volo e, nell'originale livrea azzurra con ali in giallo, utilizzati dai loro proprietari negli air show e nelle rievocazioni storiche.

## Storia del progetto
Nel 1938 Sherman Fairchild, titolare dell'azienda aeronautica che portava il suo nome, decise di avviare come iniziativa privata lo sviluppo di un nuovo aereo da  addestramento da proporre sul mercato dell'aviazione militare. A differenza di quanto era in servizio a quel tempo, chiese al suo ufficio tecnico di disegnare il nuovo modello con una configurazione alare monoplana invece che biplana, motivando la scelta nella necessità, da parte degli allievi, di un migliore approccio ai modelli di caccia, oramai tutti monoplani, che avrebbero pilotato, al termine del corso, una volta giunti ai reparti operativi. Altra particolarità tecnica pensata per un migliore approccio degli studenti, fu la scelta di adottare per il velivolo un carrello d'atterraggio a carreggiata larga, caratteristica che rendeva gli atterraggi, tra le procedure di maggiore difficoltà da imparare, più facili da padroneggiare. Per il propulsore, grazie anche alla notevole esperienza acquisita con precedenti modelli, si optò per un motore Ranger a 6 cilindri in linea. Tra gli altri aspetti da curare vi furono la semplicità del progetto e la facilità nella manutenzione ordinaria del velivolo, con la finalità di mantenere bassi i costi di sviluppo e vendita.
Il prototipo, indicato dall'azienda come Model M-62, venne portato in volo per la prima volta il 15 maggio 1939. Nella sua configurazione originaria il velivolo era dotato di un lungo tettuccio che si chiudeva sui due abitacoli posti in tandem.
Quando, all'inizio del 1940, lo United States Army emise una specifica per la fornitura di un nuovo velivolo nel ruolo di addestratore primario (PT - Primary Trainer) furono 18, tra cui la Fairchild Aircraft, a presentare una proposta. Al fine di soddisfare le richieste la Fairchild intervenne sul prototipo, rimuovendo il tettuccio e introducendo alcune modifiche minori.

## Impiego operativo

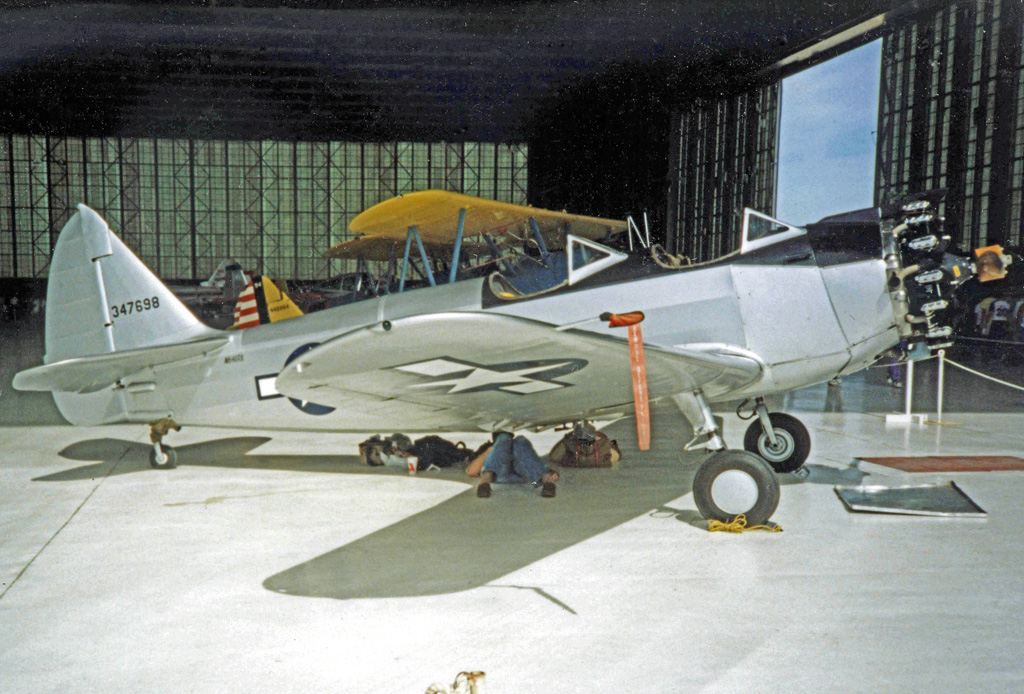
PT-23 Cornell con motore radiale costruito dalla Aeronca, utilizzato in voli privati nel 1990

Rispetto ai precedenti addestratori biplani, il Fairchild PT-19 si poneva ad un livello di pilotaggio maggiormente impegnativo. Le velocità raggiunte erano più alte e il carico alare più vicino a quello degli aerei da caccia, con caratteristiche di volo che richiedevano maggiore precisione e cura. Il modello, già dai costi contenuti, si dimostrò semplice nella sua manutenzione e, soprattutto, praticamente senza vizi. Il PT-19 è stato davvero all'altezza del suo soprannome, Cradle of Heroes (Culla degli eroi). Era uno dei pochi progetti di addestratore primario che erano la prima tappa sulla strada di un cadetto per diventare un pilota da caccia.
I velivoli furono consegnati a varie basi in tutto il paese dal WASP (Women's Airforce Service Pilots) tra il 1942 e il 1944.
Migliaia di esemplari delle serie PT-19 furono rapidamente integrati nei programmi di addestramento degli Stati Uniti e del Commonwealth britannico, impiegati durante la seconda guerra mondiale, continuando la loro vita operativa anche dopo la fine del conflitto. Alla fine degli anni quaranta del XX secolo, radiati in quanto sostituiti da modelli più recenti e più idonei agli oramai evoluti velivoli militari, un numero considerevole di velivoli venne messo in vendita per il mercato dell'aviazione generale, trovando un notevole gradimento da parte di piloti privati e venendo rapidamente reimmatricolati negli Stati Uniti e in altri registri civili mondiali.

## Varianti

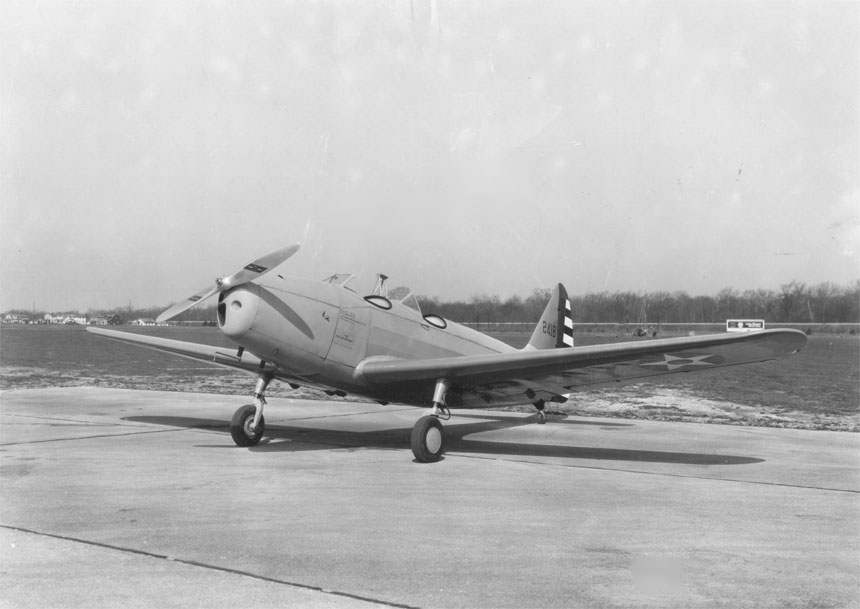
Fairchild PT-19 - Ranger L-440-1 Engine (Aircraft # 40-2418)

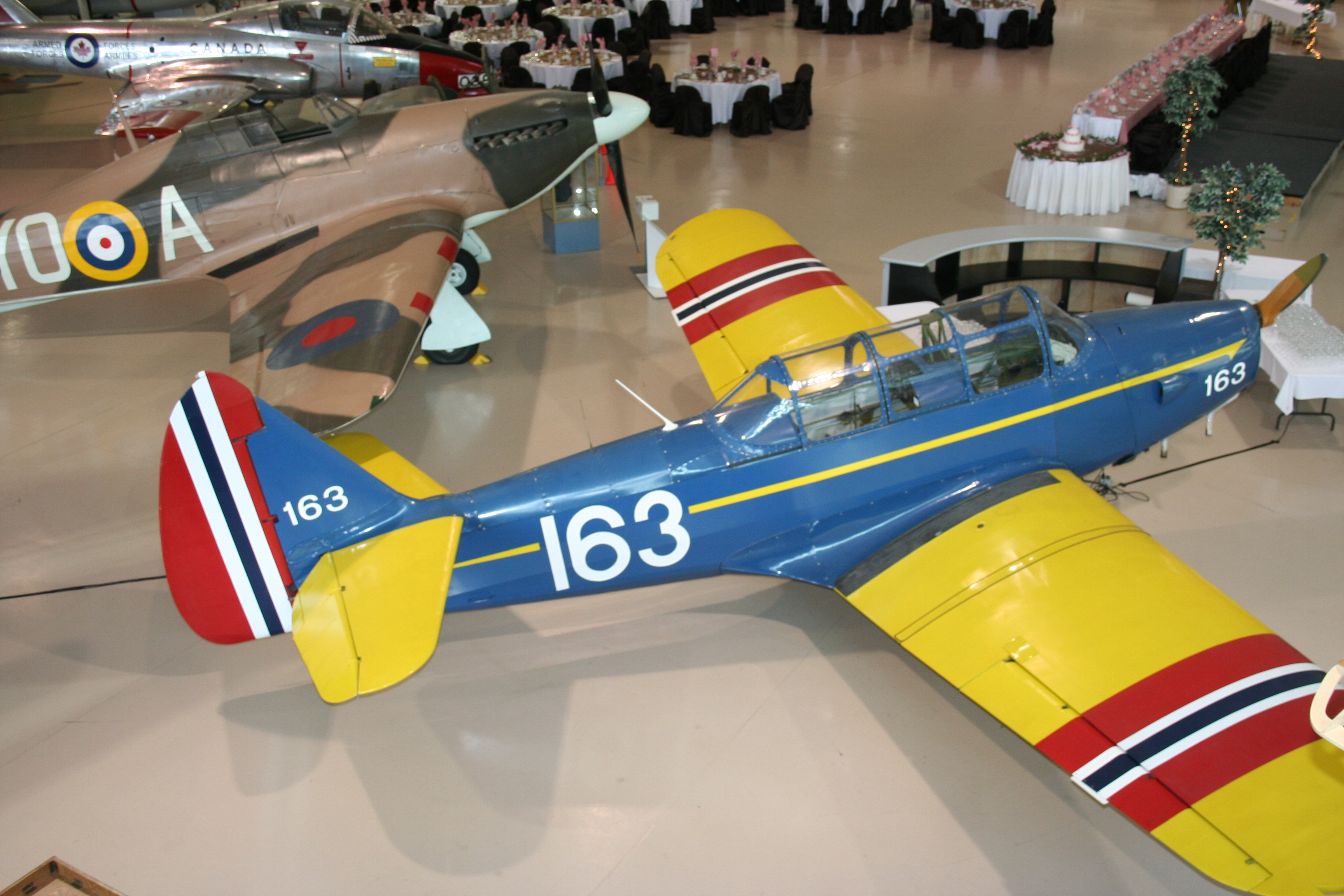
Il Fairchild PT-19 utilizzato nel Little Norway training camp. Ora esposto al Canadian Warplane Heritage Museum.

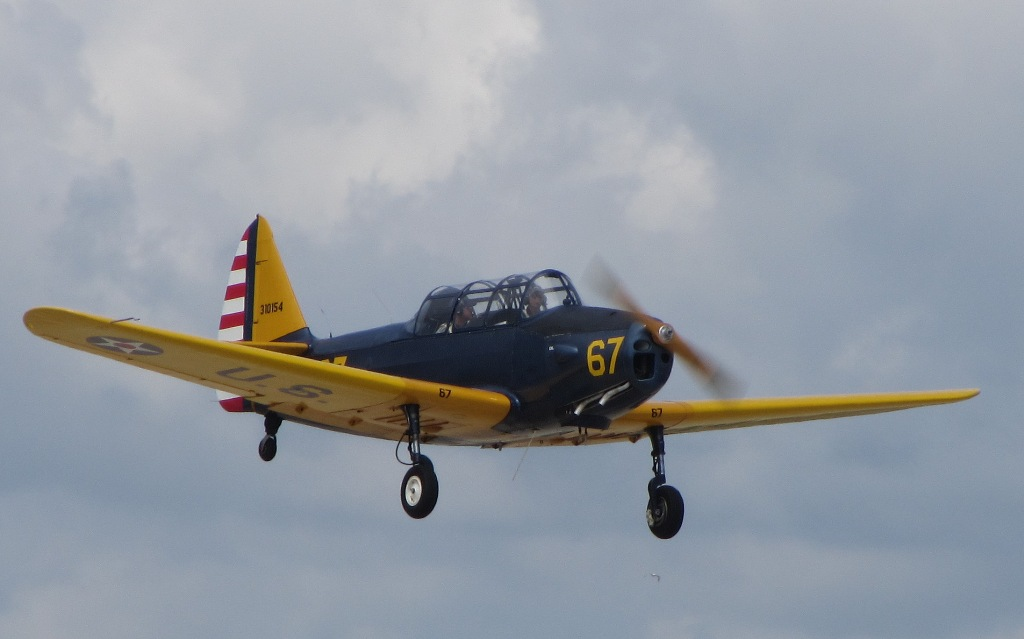
Un PT-26 in fase di atterraggio.

PT-19
prima versione avviata alla produzione in serie dal Model M62, equipaggiata con un motore Ranger L-440-1 da 175 hp (130 kW), realizzata in 270 esemplari.
PT-19A
tranne piccoli dettagli, formalmente identico al PT-19 tranne che nella motorizzazione, affidata a un più potente L-440-3 da 200 hp (149 kW), ridesignato T-19A nel 1948, realizzata in 3 226 esemplari.
PT-19B
versione per l'addestramento al volo strumentale del PT-19A, realizzata in 143 esemplari più 6 conversioni da PT-19A.
XPT-23A
designazione di un PT-19 rimotorizzato con un motore radiale Continental R-670-5 da 220 hp (164 kW).
PT-23
versione equipaggiata con motore radiale, realizzata in 774 esemplari.
PT-23A
versione per l'addestramento al volo strumentale del PT-23, realizzata in 256 esemplari.
PT-26
variante del PT-19A dotata di tettuccio destinata al Commonwealth Air Training Scheme, motorizzata con un L-440-3 da 200 hp (149 kW), 670 esemplari per la Royal Canadian Air Force come Cornell I.
PT-26A
come il PT-26 ma motorizzato con un L-440-7 da 200 hp (149 kW), 807 esemplari per la Fleet come Cornell II.
PT-26B
come il PT-26A con modifiche minori, 250 esemplari forniti come Cornell III.
Cornell I
designazione RCAF per la versione PT-26.
Cornell II
designazione RCAF per la versione PT-26A.
Cornell III
designazione RCAF per la versione PT-26B.

## Utilizzatori

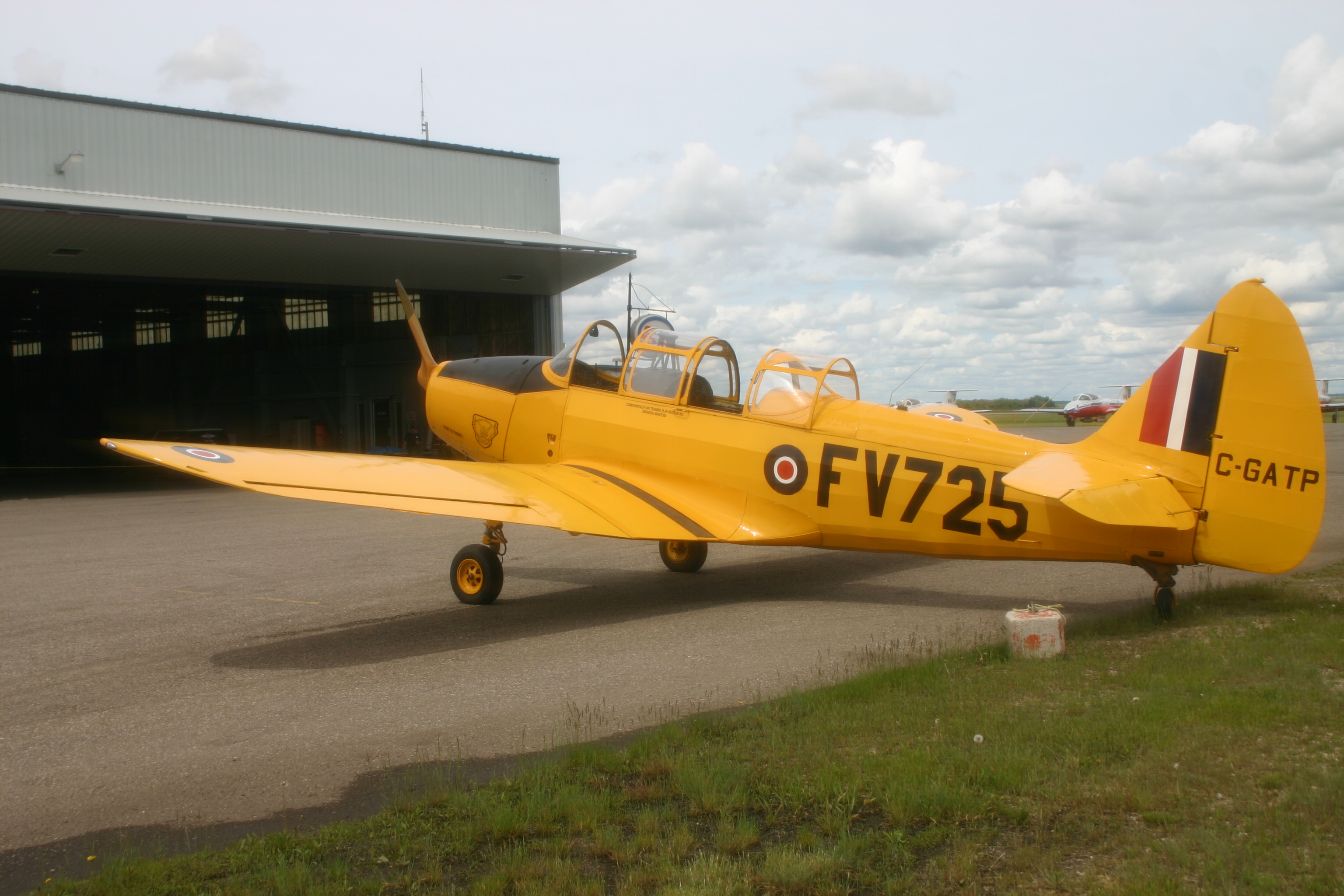
Un Fairchild PT-26B Cornell in condizioni di volo al Commonwealth Air Training Plan Museum, Brandon, Manitoba, 2005.

Argentina
 Brasile
- Força Aérea Brasileira[3]

 Canada
- Royal Canadian Air Force[4]

 Cile
- Fuerza Aérea de Chile[5]

 Cina
- Chung-Hua Min-Kuo K'ung-Chün

 Colombia
- Fuerza Aérea Colombiana

 Ecuador
- Fuerza Aérea Ecuatoriana[6]

 El Salvador
- Fuerza Aérea Salvadoreña[7]

 Filippine
- Hukbong Himpapawid ng Pilipinas[8]

 Haiti
- Haiti Air Corps[9]

 India
- Bhāratīya Vāyu Senā[4]

 Messico
- Fuerza Aérea Mexicana[10]

 Nicaragua
- Fuerza Aérea de Nicaragua[11]

 Norvegia
- Kongelige Norske Luftforsvaret[11]

 Paraguay
- Fuerza Aérea Paraguaya

ricevette alcuni Fairchild M-62 nel 1940, seguiti da 15 PT-19A  nell'ambito della legge Affitti e prestiti nel periodo 1942-43. Negli anni cinquanta, acquisì altri 14 PT-19 dell'aeronautica militare brasiliana (PT-3FG costruiti su licenza in Brasile). L'ultimo PT-19 è stato ritirato nel 1972.
 Perù
- Fuerza Aérea del Perú[13]

 Regno Unito
- Royal Air Force

 Rhodesia Meridionale
- Southern Rhodesian Air Force[4]

 Stati Uniti
- United States Army Air Corps[3]
- United States Army Air Forces[3]

 Sudafrica
- Suid-Afrikaanse Lugmag[4]

 Uruguay
- Fuerza Aérea Uruguaya

ricevette 17 tra PT-19A e PT-19B nell'ambito della legge Affitti e prestiti nel 1942, oltre ad altri 50 PT-26 in fase di consegna tra il 1946 e il 1947.
- Armada Nacional[15]

 Venezuela
- Fuerza Aérea Venezolana

ricevette 20 PT-19A nell'ambito della legge Affitti e prestiti.

### Riviste
- (EN) John Fricker, Fuerza Aérea Paraguaya: Latin America's vest-pocket air force, in Air International, Vol. 38, No. 5, maggio 1990,  pp. 255-261, ISSN 0306-5634 (WC · ACNP).
- (EN) Shoestring Top Cover...The Uruguayan Air Force, in Air International, Vol. 39, No. 2, agosto 1990,  pp. 65-73, ISSN 0306-5634 (WC · ACNP).
- (EN) Peter Steinemann, Protector of the Plate, in Air International, Vol. 42, No. 2, febbraio 1992,  pp. 73-78, ISSN 0306-5634 (WC · ACNP).
- (EN) Venezuela Refurbishes Her Aerial Sombrero, in Air International, Vol. 5, No. 3, settembre 1973,  pp. 118-124, 150, ISSN 0306-5634 (WC · ACNP).
- (EN) The World's Air Forces, in Flight, Vol. 67, No. 2416, 13 maggio 1955,  pp. 615-668.